# Tyler O'Neill
Tyler Alan O'Neill (Burnaby, 22 giugno 1995) è un giocatore di baseball canadese, esterno sinistro per i Baltimore Orioles della Major League Baseball (MLB).

## Carriera

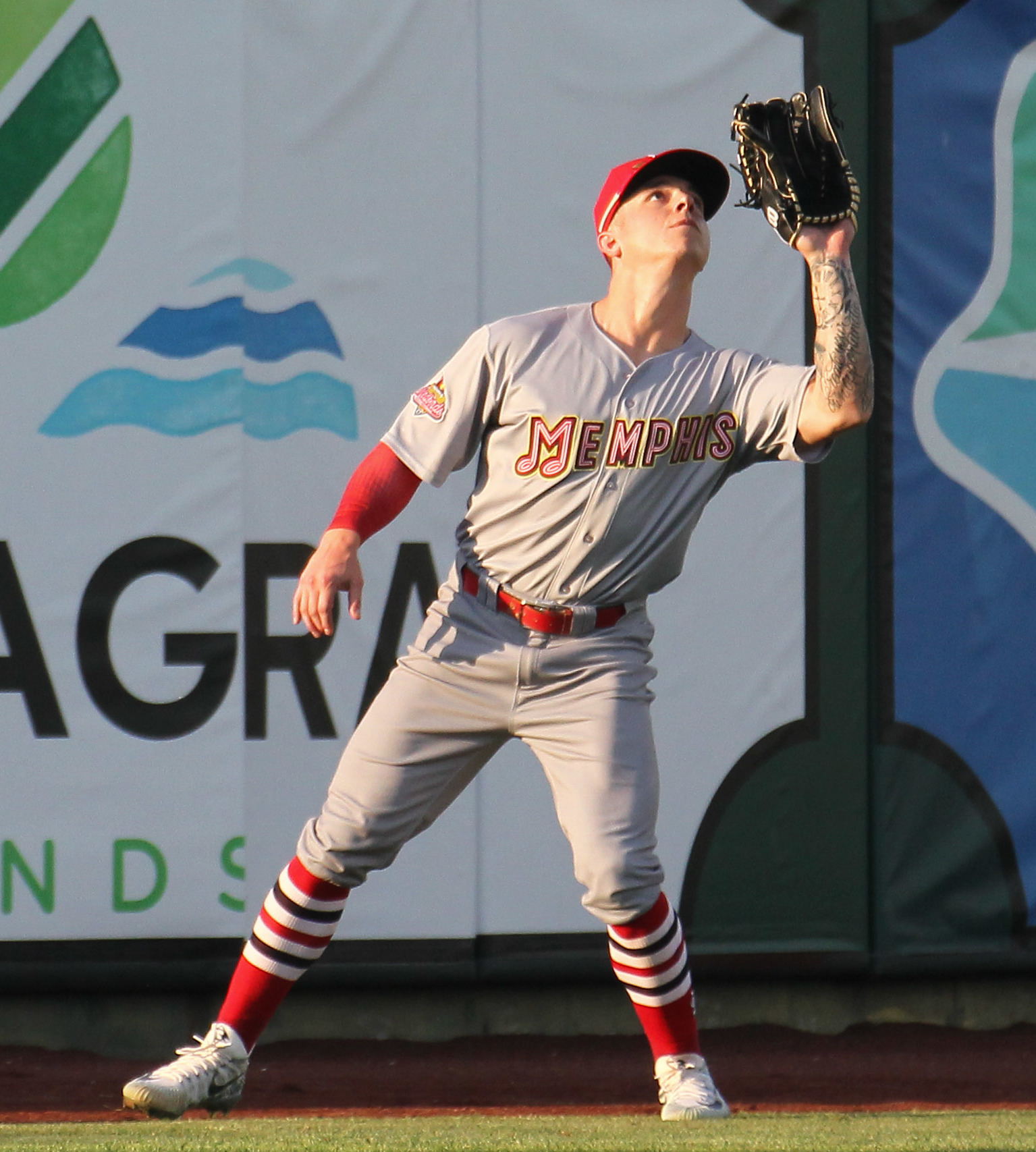
O'Neill con i Memphis Redbirds nel 2018

### Gli Inizi e Minor League (MiLB)
O'Neill nacque a Burnaby in Canada e si diplomò alla Garibaldi Secondary School di Maple Ridge, nella provincia della Columbia Britannica. Venne selezionato nel terzo turno del draft MLB 2013, dai Seattle Mariners, che lo assegnarono nella categoria Rookie. Nel 2014 giocò in classe Rookie, A-breve e A, prima di fratturarsi una mano dopo aver colpito con un pugno un muro del dogout. Nel 2015 giocò in A-avanzata, e nel 2016 fu promosso in Doppia-A, dove alla fine della stagione fu nominato MVP della Southern League. 
O'Neill iniziò la stagione 2017 in Tripla-A con i Tacoma Rainers e giocò con la squadra fino a quando, il 21 luglio 2017, i Mariners lo scambiorano con i St. Louis Cardinals in cambio del lanciatore Marco Gonzales. Si schierò per il resto della stagione con i Memphis Redbirds della Tripla-A.

### Major League (MLB)
O'Neill debuttò nella MLB il 19 aprile 2018, al Wrigley Field di Chicago contro i Chicago Cubs, Colpì la sua prima valida il 18 maggio contro Yacksel Ríos dei Philadelphia Phillies, e il suo primo fuoricampo il giorno seguente sempre contro i Phillies.
La stagione 2021, fu la prima per O'Neill giocata esclusivamente nella MLB. Venne schierato in 138 incontri sempre nel ruolo di esterno sinistro, realizzando 80 RBI, 34 fuoricampo e 138 valide complessive.

## Nazionale
O'Neill partecipò con Nazionale Canadese ai Giochi Panamericani 2015 e al World Baseball Classic 2017

## Palmarès

### Nazionale
- Giochi Panamericani:  Medaglia d'Oro

Team Canada: 2015

### Individuale
- Guanto d'oro: 2

2020, 2021
- Giocatore del mese: 1

NL: settembre 2021
- Giocatore della settimana: 1

NL: 19 settembre 2021
- MVP della Southern League: 1

2015